# Sally Hawkins
Sally Cecilia Hawkins (Dulwich (Londen), 27 april 1976) is een Engels actrice. Ze won voor haar rol in Happy-Go-Lucky onder meer een Golden Globe en de Zilveren Beer. In 2018 sleepte ze een Oscar-nominatie in de wacht voor haar hoofdrol in The Shape of Water. Daarnaast werden haar meer dan tien andere acteerprijzen toegekend.
Hoewel Hawkins voornamelijk films op haar cv heeft staan, maakte ze in 1999 haar acteerdebuut met een eenmalige gastrol in de televisieserie Casualty. In de periode 2003-2005 speelde ze tevens in vier afleveringen van de Britse komedieserie Little Britain.
Hawkins is een dochter van Jacqui en Colin Hawkins, beiden schrijver en illustrator van kinderboeken. Ze studeerde in 1998 af aan de Royal Academy of Dramatic Art in haar geboorteplaats.

## Filmografie
*Exclusief 10 + televisiefilms
| - Bring Her Back (2025) - Wonka (2023) - A Boy Called Christmas (2021) - Spencer (2021) - Godzilla: King of the Monsters (2019) - Paddington 2 (2017) - The Shape of Water (2017) - Maudie (2016) - Paddington (2014) - X+Y (2014) - Godzilla (2014) - The Double (2013) - Blue Jasmine (2013) - All Is Bright (2013) - Great Expectations (2012) - Jane Eyre (2011) - Love Birds (2011) | - Submarine (2010) - Made in Dagenham (2010) - Never Let Me Go (2010) - It's a Wonderful Afterlife (2010) - Happy Ever Afters (2009) - Desert Flower (2009) - An Education (2009) - Happy-Go-Lucky (2008) - Cassandra's Dream (2007) - WΔZ (2007) - The Painted Veil (2006) - Hollow China (2006) - Fingersmith (2005, miniserie) - Layer Cake (2004) - Vera Drake (2004) - All or Nothing (2002) - Post (2002) |